# Milan Tomić
Milan Tomic, es exjugador y entrenador de baloncesto serbio, que ocupaba la posición de base. Nació el 24 de julio de 1973, en Belgrado, RFS Yugoslavia. Como jugador desarrolló la práctica totalidad de su carrera en el Olimpiakos, jugando en el equipo del pireo durante 13 temporadas con pasaporte griego. Actualmente ejerce como entrenador asistente en el Olimpia Milano de la Lega Basket Serie A a las órdenes de Ettore Messina.

## Clubes

### Jugador
- Radnički Belgrado (1990-1991)
- Olympiacos B.C. (1991-2004)
- Aurora Jesi (2005)
- Kolossos Rodou BC (2006)

### Entrenador
- Olympiacos B.C. (2004)
- Olympiacos B.C. (Asistente) (2008-2014)
- Olympiacos B.C. (2014)
- Estrella Roja de Belgrado (2018-2019)
- Peristeri B.C. (2021-2022)
- Olimpia Milano (Asistente) (2023-presente)

## Palmarés
- 1 Euroliga: (1997)
- 5 Ligas de Grecia: (1993, 1994, 1995, 1996, 1997)
- 3 Copas de Grecia: (1994, 1997, 2002)